# Серп мозга

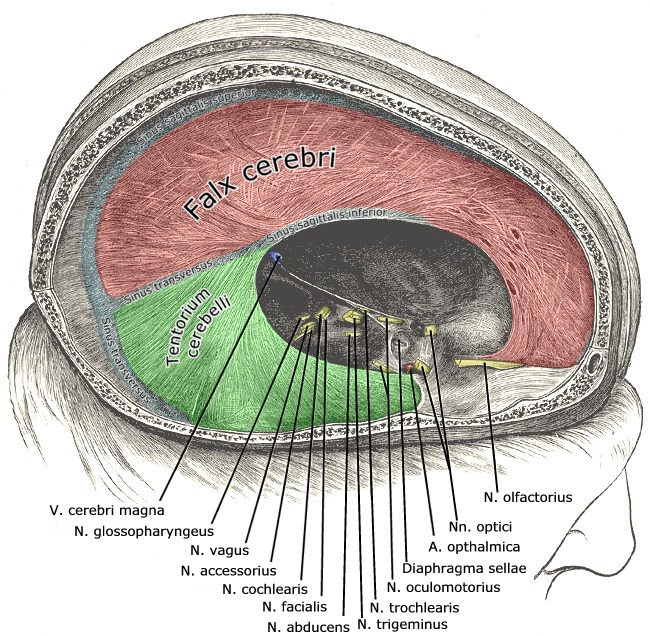
Твёрдая мозговая оболочка и её отростки. Серп мозга показан краснымЗеленым показан серп мозжечка (falx cerebelli)

Се́рп мо́зга (серп большого мозга, лат. falx cerebri) — листок твёрдой мозговой оболочки, который заходит в продольную щель большого мозга между двумя полушариями.
Начинается узким листком от петушиного гребня решётчатой кости, идет назад расширяясь, и переходит в верхнюю часть намёта мозжечка.
Верхний край прикреплен к внутренней поверхности черепа по средней линии от лобной кости до внутреннего затылочного выступа затылочной кости. Между складками раздвоенного листка верхнего края залегает верхний сагиттальный синус. Нижний край серпа мозга свободный, содержит нижний сагиттальный синус.